# 18e Bataljon Logistiek
Het 18e Bataljon Logistiek is een eenheid van de gemotoriseerde brigade van de Belgische Defensie. De eenheid werd vóór 1965 in Leopoldsburg opgericht en is aldaar actief, alsook in Doornik en Lombardsijde.